# Podskalie
Podskalie (Hongaars: Egyházasnádas) is een Slowaakse gemeente in de regio Trenčín, en maakt deel uit van het district Považská Bystrica.
Podskalie telt 133 inwoners.